# Handeloh
Handeloh är en kommun och ort i Landkreis Harburg i förbundslandet Niedersachsen i Tyskland.
Kommunen ingår i kommunalförbundet Samtgemeinde Tostedt tillsammans med ytterligare åtta kommuner.